# اچ‌ام‌اس پانتر (۱۷۵۸)
اچ‌ام‌اس پانتر (۱۷۵۸) (به انگلیسی: HMS Panther (1758)) یک کشتی بود که طول آن ۱۵۴ فوت (۴۷ متر) بود. این کشتی در سال ۱۷۵۸ ساخته شد.